# Syzygium maingayi
Syzygium maingayi är en myrtenväxtart som beskrevs av Chantaran. och John Adrian Naicker Parnell. Syzygium maingayi ingår i släktet Syzygium och familjen myrtenväxter. IUCN kategoriserar arten globalt som livskraftig. Inga underarter finns listade i Catalogue of Life.